# Seriebiblioteket
Seriebiblioteket var en svensk serietidning som gavs ut av Centerförlaget från 1959 till 1969. Sammanlagt gavs 233 nummer, med 60 till 68 sidor, ut. Inledningsvis varje månad, men från slutet av 1962 varannan vecka (i veckorna däremellan gavs därefter den nystartade "systertidningen" Kommandoserien ut). Formatet var så kallat "biblioteksformat" eller "pocketformat" (12-13x17 cm) och innehållet, som inledningsvis dominerades av berättelser om Robin Hood, kom under 1960-talet att huvudsakligen bestå av krigsserier, vanligen med en handling från andra världskriget, hämtade från brittiska serietidningar, främst från Amalgamated Press/Fleetway Publications som War Picture Library.